# Joan Vinyes
Joan Vinyes Dabad (Andorra la Vieja, 20 de junio de 1969) es un piloto de automovilismo andorrano que suele participar en multitud de disciplinas. Ha competido y ganado campeonatos de rally, montaña, turismos y GT. En 2024 Vinyes y su compañero de montura Jaume Font, se proclamaron campeones del CER, empatando a puntos y resultados con la otra pareja vencedora del certamen: Borja García y Alejandro Barambio.
Actualmente, es uno de los dos pilotos andorranos (el otro es Manel Cerqueda) que cuentan con una categorización de medalla de la FIA.

## Trayectoria
Siguiendo la afición al motor de sus padres, debutó en el automovilismo a finales de los años 80 en la modalidad de Montaña, y en 1988 fue subcampeón de España Grupo N de Montaña con un Renault 5 GT Turbo. Hasta 1994 siguió compitiendo en montaña, logrando varios logros como ser campeón de España de montaña Grupo N en 1990, campeón de Cataluña de montaña en 1991 y campeón de Europa de montaña Grupo N en 1993; logrando además los subcampeonatos europeos de montaña con una Osella BMW.
En 1994 se proclamó campeón de Andorra de automovilismo, entre 1995 y 1996 compitió en el Campeonato de España de Superturismos y en 1998 se proclamó Campeón del Trofeo Citroën de Rally, haciéndose al año siguiente con el Campeonato de Andorra de Rallyes. En 2000 finalizó octavo en el Campeonato de España de Rally y en 2001 fue campeón de España de Rally de Tierra en la categoría de dos ruedas motrices. En los rallyes seguiría participando hasta la actualidad, casi siempre compaginándolo con otros campeonatos, como con la Supercopa SEAT León en 2002, donde se proclamó campeón en la primera temporada de existencia del certamen. 
En 2004 fue subcampeón de España de Rallyes, y en 2005 Vinyes sufrió uno de los peores momentos de su carrera, en el Rally de Avilés sufrió una salida cuando pilotaba a gran velocidad, golpeó contra un árbol y el vehículo terminó volcando y ardiendo. Vinyes logró salir a tiempo pero su copiloto Xavi Lorza tardó en hacerlo y por la ventanilla del piloto. Como consecuencia, Xavi sufrió varias quemaduras en la cara de grave consideración que lo apartaron de la competición. En 2007 fue subcampeón de España de Rallies de Tierra.

## Legado familiar
Joan es hijo de  Joan Vinyes Casanovas (1946-2015) y Nati Dabad (?-2007), pilotos de rallyes y montaña de los años 70 y 80. Nati también solía ejercer de copiloto a su marido, quien logró proclamarse Campeón de España de Montaña en 1986.
Su hermana Amàlia Vinyes (1982-) también es piloto y empezó su trayectoria compitiendo junto a su hermano. Su actividad se ha centrado tanto en los rallyes como en el Campeonato de España de Resistencia, donde se proclamó campeona absoluta en 2010, y de la Clase 1 en 2013 y 2014. 
Su hijo Joan Vinyes Rodríguez (2004-) también ha empezado recientemente a pilotar.
Su cuñado Josep María Dabad y el hijo de su cuñado Josep María Dabad Jr también fueron pilotos.

## Resumen de trayectoria

### Circuitos
| Temporada | Series                                | Escudería                | Carreras | Victorias | Poles | VR | Podios | Puntos  | Pos.    |
| --------- | ------------------------------------- | ------------------------ | -------- | --------- | ----- | -- | ------ | ------- | ------- |
| 1995      | Campeonato de España de Superturismos | Equip Vinyes Dabad       | 16       | 0         | 0     | 0  | 0      | 79      | 9.º     |
| 1996      | Campeonato de España de Superturismos | Audi Racing Team Espaňa  | 16       | 0         | 0     | 4  | 7      | 142     | 4.º     |
| 1997      | Trofeo Renault Spider Elf             | ?                        | ?        | ?         | ?     | ?  | ?      | 28      | 14.º    |
| 2001      | 24 Horas de Barcelona                 | Caixa Renting Superwagen |          |           |       |    |        |         | 29.º    |
| 2002      | Supercopa SEAT León                   | Equip Vinyes Dabad       | 12       | 5         | ?     | ?  | 10     | 180     | 1.º     |
| 2002      | Campeonato de España de GT            | Ferrari Challenge España | 9        | 0         | 0     | 0  | 0      | ?       | 11º     |
| 2002      | 24 Horas de Barcelona                 | Gabord Competición       |          |           |       |    |        |         | NF      |
| 2003      | Campeonato de España de GT            | Gabord Competición       | 9        | 0         | 0     | 0  | 0      | ?       | 11º     |
| 2003      | 24 Horas de Barcelona                 | Caixarenting             |          |           |       |    |        |         | ?       |
| 2004      | Campeonato de España de GT            | Gabord Competición       | 9        | 0         | 0     | 0  | 0      | ?       | ?       |
| 2006      | Campeonato de España de GT            | SUNRED                   | 10       | 0         | 0     | 0  | 0      | ?       | ?       |
| 2006      | 24 Horas de Barcelona                 | BCS Esport El Pozo       |          |           |       |    |        |         | 21.º    |
| 2007      | 24 Horas de Barcelona                 | Monlau Competición       |          |           |       |    |        |         | 43.º    |
| 2008      | Copa de España de Resistencia         | Monlau Competición       | 7        | 0         | 0     | 0  | 1      | 110     | 23.º    |
| 2008      | 24 Horas de Barcelona                 | Monlau Competición       |          |           |       |    |        |         | 13.º    |
| 2009      | Copa de España de Resistencia         | Baporo Motorsport        |          |           |       |    |        | ?       | ?       |
| 2009      | International GT Open                 | Baporo Motorsport        |          |           |       |    |        | ?       | ?       |
| 2009      | 24 Horas de Barcelona                 | Baporo Motorsport        |          |           |       |    |        |         | 5.º     |
| 2009      | 500km Alcañiz                         | Baporo Motorsport        |          |           |       |    |        |         | NF      |
| 2010      | Copa de España de Resistencia         | Baporo Motorsport        |          |           |       |    |        | 265     | 4.º     |
| 2010      | 500km Alcañiz                         | Baporo Motorsport        |          |           |       |    |        |         | 6.º     |
| 2011      | CER - Clase 1                         | Baporo Motorsport        |          |           |       |    |        | 239     | 5.º     |
| 2012      | CER - Clase 1                         | Baporo Motorsport        | 6        | 2         | ?     | ?  | 4      | 216     | 10      |
| 2012      | 24 Horas de Barcelona - Turismos      | Russian Bears Motorsport |          |           |       |    |        |         | 1.º     |
| 2013      | CER - Clase 1                         | Baporo Motorsport        | 7        | 1         | ?     | ?  | 6      | 176     | 7.º     |
| 2013      | 500km Alcañiz                         | Baporo Motorsport        |          |           |       |    |        |         | 6.º     |
| 2014      | CER - Clase 1                         | Baporo Motorsport        | 6        | 1         | ?     | ?  | 5      | 220     | 6.º     |
| 2014      | Michelin Endurance Series - ?         | Baporo Motorsport        | 3        |           |       |    |        | ?       | ?       |
| 2014      | Eurocopa SEAT León                    | Baporo Motorsport        | 2        | 0         | 0     | 0  | 0      | no apto | no apto |
| 2014      | International GT Open - GTS           | SPM Russian Bears        | 2        | 1         | 0     | 0  | 1      | 14      | 17.º    |
| 2016      | CER - TCR CER                         | Baporo Motorsport        | 4        | 1         | 1     | 2  | 4      | 164     | 4.º     |
| 2016      | CER LD - Clase 1                      | Baporo Motorsport        | 3        | 1         | ?     | ?  | 1      | 80      | 6.º     |
| 2017      | CER - Clase 1                         | Baporo Motorsport        | 7        | 3         | ?     | ?  | 3      | 228     | 1.º     |
| 2017      | 24 Horas de Barcelona - Turismos      | Baporo Motorsport        |          |           |       |    |        |         | 22.º    |
| 2018      | CER - TCR CER                         | Baporo Motorsport        | 8        | 0         | 1     | 1  | 4      | 190     | 3.º     |
| 2018      | 12 Horas de Spa - TCR                 | Baporo Motorsport        |          |           |       |    |        |         | 6.º     |
| 2019      | GT Cup Open                           | Baporo Motorsport        | 8        | 0         | 0     | 0  | 1      | 27      | 16.º    |
| 2019      | 500km Alcañiz                         | Baporo Motorsport        |          |           |       |    |        |         | 1.º     |
| 2020      | Campeonato de España de GT            | Baporo Motorsport        | 9        | 0         | 1     | 0  | 6      | 256     | 2.º     |
| 2021      | Campeonato de España de GT            | Baporo Motorsport        | 5        | 1         | 2     | 1  | 4      | 196     | 4.º     |
| 2022      | Porsche Carrera Cup Benelux           | Baporo Motorsport        | 4        | 0         | 0     | 0  | 0      | 13      | 20.º    |
| 2022      | 12 Horas de Spa - TCR                 | Baporo Motorsport        |          |           |       |    |        |         | 6.º     |
| 2023      | Porsche Carrera Cup Benelux           | Baporo Motorsport        | 11       | 0         | 0     | 0  | 0      | 15      | 24.º    |
| 2023      | Campeonato de España de GT            | Baporo Motorsport        | 2        | 1         | 0     | 0  | 2      | 76      | 21.º    |
| 2024      | Campeonato de España de GT            | Baporo Motorsport        | 9        | 1         | 1     | 0  | 5      | 240     | 3.º     |
| 2024      | CER - GT                              | Baporo Motorsport        | 2        | 1         | ?     | ?  | 2      | 100     | 1.º     |
| Fuente:   |                                       |                          |          |           |       |    |        |         |         |

### Montaña y rallyes
- 1988 - Campeonato de España de Montaña (Renault 5 GT-Turbo). Subcampeón Grupo N.
- 1989 - Campeonato de España de Montaña (BMW 528). 3º Grupo A.
- 1989 - Campeonato de Cataluña de Montaña (BMW 528). 3º Grupo A.
- 1990 - Campeonato de España de Montaña (Ford Sierra Cosworth). Campeón Grupo N.
- 1991 - Campeonato de Europa de Montaña (Ford Sierra Cosworth). Campeón Grupo N.
- 1991 - Campeonato de España de Montaña (Ford Sierra Cosworth). Campeón Grupo N.
- 1991 - Campeonato de Cataluña de Montaña (Ford Sierra Cosworth). Campeón Grupo N.
- 1992 - 4.º Campeonato de España de Montaña (Osella BMW).
- 1992 - Subcampeón de Cataluña de Montaña (Osella BMW).
- 1993 - Subcampeón de Europa de Montaña (Osella BMW).
- 1994 - Subcampeón de Europa de Montaña (Osella BMW).
- 1994 - Campeón de Andorra de Automovilismo (Osella BMW).
- 1998 - Campeón del Trofeo Citroën de Rallyes (Citroën Saxo).
- 1999 - Campeón de Andorra de Rallyes (Citroën Saxo).
- 2000 - 9.º Campeonato de España de Rallyes de Asfalto (Seat Ibiza GTi 16v).
- 2000 - 8.º Campeonato de España de Rallyes de Asfalto (Seat Ibiza GTi 16v).
- 2001 - 8.º Campeonato de España de Rallyes de Tierra (Seat Ibiza GTi 16v). Vencedor Agrupación II.
- 2003 - 3.º Campeonato de España de Rallyes de Asfalto (Peugeot 206 S1600). 1 victoria, 5 podios
- 2004 - Subcampeón de España de Rallyes de Asfalto (Peugeot 206 S1600). 2 victorias, 6 podios
- 2005 - 6.º Campeonato de España de Rallyes de Asfalto (Peugeot 206 S1600). 1 victoria, 2 podios
- 2005 - 6.º  Campeonato de España de Rallyes de Tierra (Peugeot 206 GTi).
- 2006 - 3.º Campeonato de España de Rallyes de Tierra (Subaru Impreza STi). 2 victorias, 3 podios
- 2007 - Subcampeón de España de Rallyes de Tierra (Subaru Impreza STi). 3 victorias, 6 podios
- 2007 - 9.º Campeonato de España de Rallyes de Asfalto (Citroën C2 S1600). 1 podio
- 2008 - 7.º Campeonato de España de Rallyes de Asfalto (Renault Clio R3). Campeón Challenge Clio Cup R3.
- 2009 - 6.º Campeonato de España de Rallyes de Asfalto (Renault Clio R3). 1 podio, Campeón Challenge Clio Cup R3.
- 2010 - 5.º Campeonato de España de Rallyes de Asfalto (Suzuki Swift S1600). 1 podio, Campeón 2 RM.
- 2011 - 3.º Campeonato de España de Rallyes de Asfalto (Suzuki Swift S1600). Campeón 2 RM.
- 2012 - 4.º Campeonato de España de Rallyes de Asfalto (Suzuki Swift S1600). 1 podio, Campeón 2 RM.
- 2013 - 8.º Campeonato de España de Rallyes de Asfalto (Suzuki Swift S1600). Subcampeón 2 RM.
- 2014 - 6.º Campeonato de España de Rallyes de Asfalto (Suzuki Swift S1600). 3 podios, Subcampeón 2 RM.
- 2017 - 6.º Campeonato de España de Rallyes de Asfalto (Suzuki Swift R+). 2 podios, Subcampeón 2 RM.
- 2018 - 4.º Campeonato de España de Rallyes de Asfalto (Suzuki Swift Sport R+). 2 podios, Campeón N5.
- 2019 - 4.º Campeonato de España de Rallyes de Asfalto (Suzuki Swift Sport R+). 3 podios, Campeón N5.
- 2020 - 7.º Campeonato de España de Rallyes de Asfalto (Suzuki Swift R4lly S).
- 2020 - 6.º SuperCampeonato de España de Rallyes (Suzuki Swift R4lly S).
- 2021 - 64.º FIA ERC (Suzuki Swift R4lly S). 4.º ERC-2.
- 2022 - 27.º FIA ERC (Suzuki Swift R4lly S). Campeón ERC Open.
- 2023 - 3.º Copa de España de Rallyes de Tierra (Hyundai i20 N Rally2). 1 podio

## Resultados

### Campeonato de España de Turismos
| Año  | Escudería               | Vehículo           | 1         | 2         | 3         | 4         | 5       | 6       | 7       | 8       | 9       | 10      | 11      | 12      | 13      | 14      | 15      | 16      | 17        | 18        | 19      | 20      | Pos. | Pts. |
| ---- | ----------------------- | ------------------ | --------- | --------- | --------- | --------- | ------- | ------- | ------- | ------- | ------- | ------- | ------- | ------- | ------- | ------- | ------- | ------- | --------- | --------- | ------- | ------- | ---- | ---- |
| 1995 | Equip Vinyes Dabad      | Nissan Primera GTe | JER 1 DNS | JER 2 DNS | JAR 1 Ret | JAR 2 DNS | BAR 1 7 | BAR 2 6 | EST 1 5 | EST 2 5 | ALB 1 6 | ALB 2 6 | CAL 1 5 | CAL 2 6 | ALB 1 9 | ALB 2 8 | JER 1 9 | JER 2 7 | BAR 1 Ret | BAR 2 DNS | JAR 1 5 | JAR 2 5 | 9.º  | 79   |
| 1996 | Audi Racing Team Espaňa | Audi A4 Quattro    | JAR 1 2   | JAR 2 3   | ALB 1 9   | ALB 2 9   | BAR 1 5 | BAR 2   | EST 1 3 | EST 2 3 | CAL 1 8 | CAL 2 3 | JER 1 7 | JER 2 6 | JAR 1 7 | JAR 2 5 | BAR 1 2 | BAR 2 5 |           |           |         |         | 4.º  | 142  |

### Campeonato de España de Rally

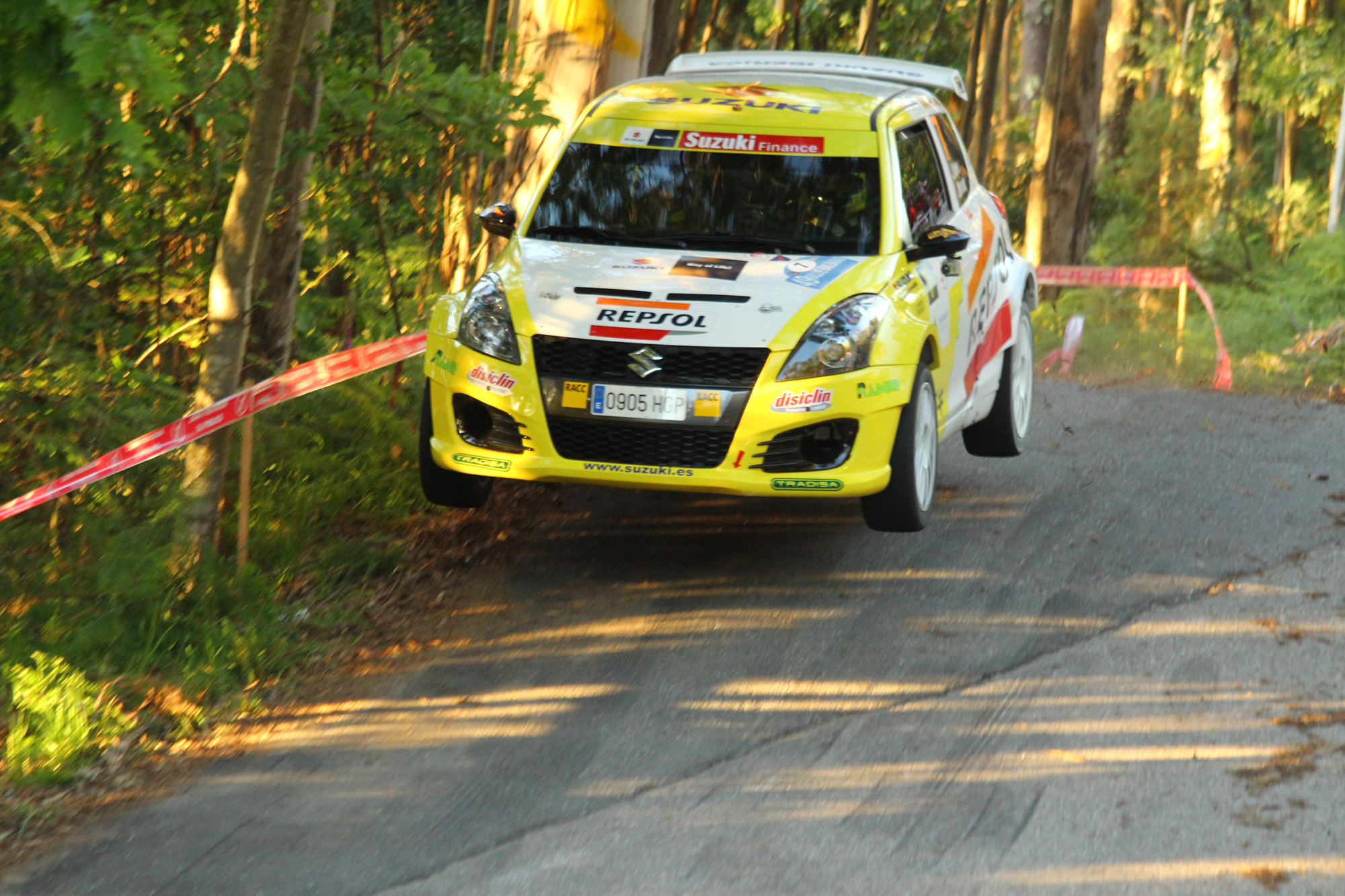
Vinyes durante la temporada 2013 con el Suzuki Swift S1600.

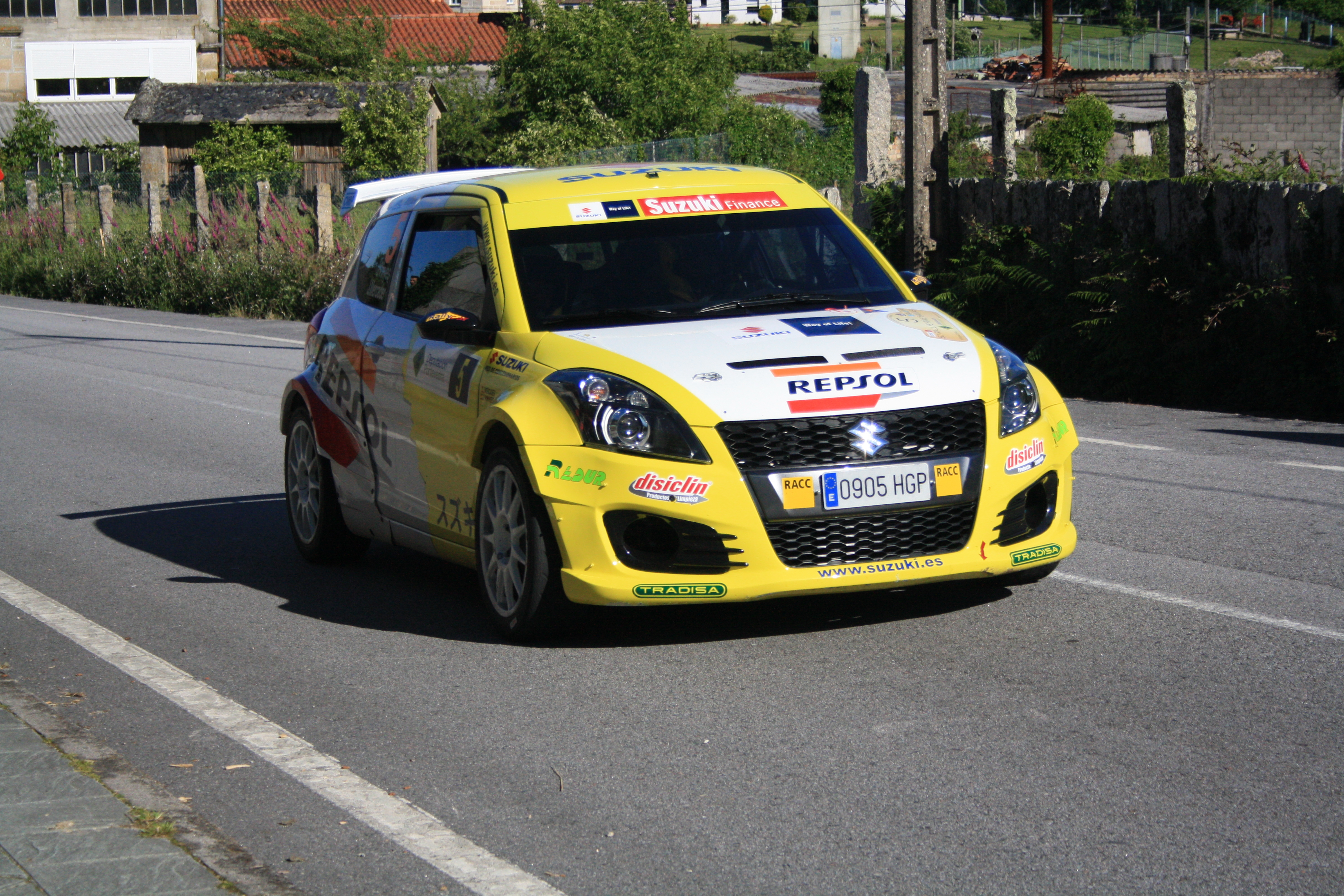
Vinyes durante la temporada 2014 con el Suzuki Swift S1600.

| Año         | Equipo                | Vehículo                 | 1        | 2       | 3       | 4       | 5       | 6       | 7       | 8       | 9       | 10      | 11      | 12    | Pos. | Pts.  |
| ----------- | --------------------- | ------------------------ | -------- | ------- | ------- | ------- | ------- | ------- | ------- | ------- | ------- | ------- | ------- | ----- | ---- | ----- |
| 2000        | Escudería Voltrega    | Seat Ibiza GTi 16v       | CAT      | ECI     | CAJ 6   | MED     | VLL 8   | OUR 18  | AVI 5   | RBX 8   | COR 8   | PRI     | VEN 4   | SAL 5 | 9º   | 498   |
| 2001        | Escudería Voltrega    | Seat Ibiza GTi 16v       | MED 9    | ECI     | SAL 5   | COR 9   | VLL Ret | OUR 11  | AVI 6   | RBX 9   | PRI 12  | VEN     | CAJ 6   | MAD   | 8º   | 684   |
| 2002        | Escudería Costa Brava | Seat Ibiza GTi 16v       | ECI      | CAJ 7   | VLL     | OUR 7   | AVI     | RBX     | VCN     | MED Ret | CDS     | MAD     |         |       | ?    | ?     |
| 2003        | Peugeot Sport España  | Peugeot 206 S1600        | MED 5    | CNR Ret | CAN Ret | RBX 3   | ORN Ret | AVI 3   | PRA 2   | VCN 2   | CDS 1   |         |         |       | 3º   | 65    |
| 2004        | Peugeot Sport España  | Peugeot 206 S1600        | VLJ Ret  | CNR 3   | CAN 2   | RBX 1   | ORN Ret | AVI 6   | PRA Ret | VLL 1   | CDS 2   | MLA 2   |         |       | 2º   | 83    |
| 2005        | Peugeot Sport España  | Peugeot 206 S1600        | VLJ 4    | CNR 1   | CAN Ret | RBX 10  | ORN 3   | AVI Ret | VLL     | FRR     | PRI     |         |         |       | 6º   | 34    |
| 2006        | Escudería Costa Brava | Renault Clio S1600       | VIL 3    | CNR     | CAN     | RBX Ret | OUR     | AVI     | PRI     | FRR     | VLL     | CBR     |         |       | 15º  | 10    |
| 2007        | Auto Laca Competición | Citroën C2 S1600         | VILJ Ret | CNR     | CAN 4   | RBX 7   | ORN Ret |         |         |         | CBR 2   |         |         |       | 9º   | 29    |
| 2007        | Auto Laca Competición | Mitsubishi Lancer Evo IX |          |         |         |         |         | FRR 6   | PRI     | VLL     |         |         |         |       | 9º   | 29    |
| 2008        | Escudería Costa Brava | Renault Clio R3          | VLJ 9    | CNR 6   | CAN Ret | RBX 8   | ORN 7   | FRR 4   | PRA 6   | VLL 6   | SRM     | CBR 7   | SHA     |       | 7º   | 41    |
| 2009        | Escudería Costa Brava | Renault Clio R3          | VLJ Ret  | CNR     | CAN 3   | RBX     | ORN 8   | FRR 6   | PRA 5   | VLL     | SRM 5   | CBR 7   | MAD Ret |       | 6º   | 147,5 |
| 2010        | Suzuki Motor Ibérica  | Suzuki Swift S1600       | VLJ 8    | CNR 3   | CAN 6   | RBX 6   | ORN 6   | FRR 7   | PRA Ret | VLL     | SRM     | RCM 9   |         |       | 5º   | 154,5 |
| 2011        | Suzuki Motor Ibérica  | Suzuki Swift S1600       | VLJ 7    | CNR 7   | CAN     | RBX 4   | ORN 4   | FRR 6   | PRA 5   | VLL 4   | SRM 5   | RCM 6   |         |       | 3º   | 201   |
| 2012        | Suzuki Motor Ibérica  | Suzuki Swift S1600       | CNR 5    | CAN 3   | RBX 7   | ORN 6   | FRR 6   | PRA 4   | VLL Ret | SRM     | RCM 4   |         |         |       | 4º   | 185   |
| 2013        | Suzuki Motor Ibérica  | Suzuki Swift S1600       | CNR Ret  | CAN 4   | RIA 8   | ORE 9   | FER Ret | PRI 4   | LLA 10  | SMO     | MAD 6   |         |         |       | 8º   | 95    |
| 2014        | Suzuki Motor Ibérica  | Suzuki Swift S1600       | CNR      | SMO 6   | RBX 3   | OUR 4   | BIE     | FER Ret | PDA Ret | LLA 2   | CAN 3   | MAD 6   |         |       | 6º   | 130   |
| 2016        | Suzuki Motor Ibérica  | Suzuki Swift Sport       | CNR      | ADE     | SMO     | FER     | CAN     | OUR     | PDA     | LLA 23  | MED 13  |         |         |       | 55.º | 8     |
| 2016        | Suzuki Motor Ibérica  | Suzuki Swift S1600       |          |         |         |         |         |         |         |         |         | MAD Ret |         |       | 55.º | 8     |
| 2017        | Suzuki Motor Ibérica  | Suzuki Swift R+          | SMO 6    | ECI 11  | ADE 9   | OUR Ret | FER 4   | PDA Ret | LLA 2   | CAN 3   | MED 9   | MAD Ret |         |       | 6º   | 148,2 |
| 2018        | Suzuki Motor Ibérica  | Suzuki Swift R+          | COC Ret  |         |         |         |         |         |         |         |         |         |         |       | 4º   | 194   |
| 2018        | Suzuki Motor Ibérica  | Suzuki Swift Sport R+    |          | SMO 3   | ECI Ret | ADE 8   | OUR 3   | FER 4   | PDA Ret | LLA 4   | CAN 5   | MED 4   | MAD 5   |       | 4º   | 194   |
| 2019        | Suzuki Motor Ibérica  | Suzuki Swift Sport R+    | SMO Ret  | CAN     | ADE 11  | OUR 3   | COC 4   | FER 5   | PDA 3   | LLA 3   | CAN Ret | MED 4   | MAD 9   |       | 4º   | 183   |
| 2020        | Suzuki Motor Ibérica  | Suzuki Swift R4LLY S     | OUR 13   | FER 7   | PDA     | MED 6   | CAN 10  | MAD     |         |         |         |         |         |       | 7.º  | 61    |
| Referencias |                       |                          |          |         |         |         |         |         |         |         |         |         |         |       |      |       |

### Campeonato de España de Rally de Tierra

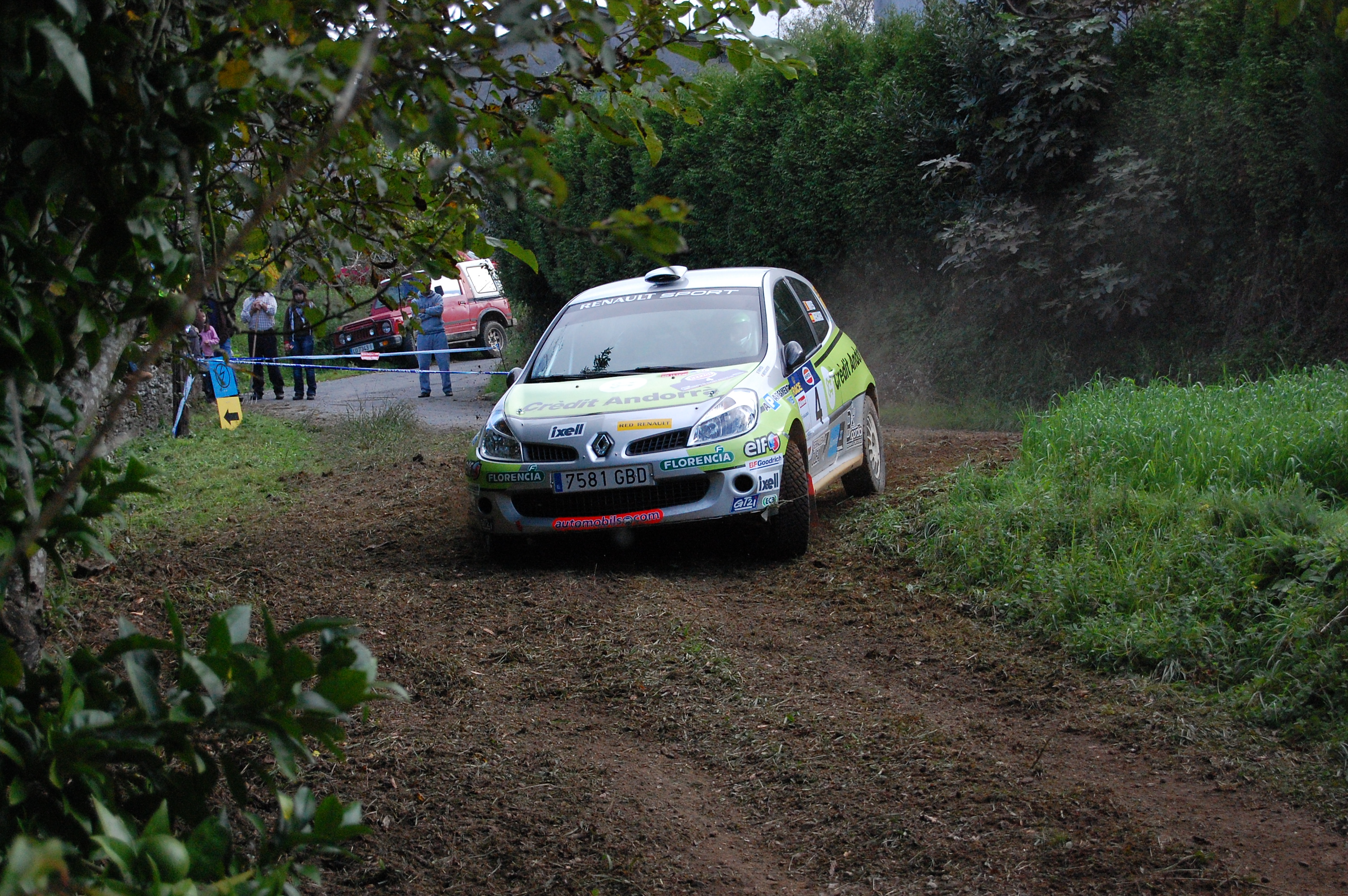
Vinyes en 2008 en el campeonato de España de rally de tierra.

| Año  | Equipo                | Vehículo                  | 1       | 2      | 3       | 4       | 5       | 6     | 7       | 8       | Pos. | Pts. |
| ---- | --------------------- | ------------------------- | ------- | ------ | ------- | ------- | ------- | ----- | ------- | ------- | ---- | ---- |
| 2000 |                       | Seat Ibiza GTi 16V Júnior | COR     | CAR    | ZAR Ret | NAV     | REQ     | LIN   | GER     | ADS 7   |      |      |
| 2001 | Escudería Voltregá    | Seat Ibiza GTi 16V Júnior | NAV 9   | VIG 9  | MUR 5   | VAL Ret | ZAR 36  | LER 8 | GER Ret | CAN 6   | 8º   | 69   |
| 2002 |                       | Seat Ibiza 4x4 Proto      | RIO     | MAD    | OLI     | CAN     | TER     | CAN   | PAL     | VAL Ret |      |      |
| 2003 |                       | Peugeot 206 XS            | SAL     | GIJ    | PON     | PAL     | MAD     | CAN   | OLI     | SAB 8   |      |      |
| 2005 |                       | Peugeot 206 GTi           | LAC 12  | CAC 6  | LEO Ret | MAD Ret | MAD 22  | PAL 7 | OUR 6   | OUR     | 6º   | 64   |
| 2006 | Escudería Costa Brava | Subaru Impreza STi Spec C | ALC 1   | GRA 19 | OUR 2   | GUI 1   | PAL Ret | PAL   | CAC Ret | CAC     | 3º   | 89   |
| 2007 | IMEX Laca Competición | Subaru Impreza STi Spec C | GUI 4   | LAN 3  | LAN 4   | OUR 1   | PAL 1   | MAD 2 | MAD 2   | CAB 1   | 2º   | 182  |
| 2008 | Escudería Costa Brava | Renault Clio R3           | PAL     | GUI    | LAN     | LAN     | CAN     | CAN   | ECA 7   |         |      |      |
| 2011 |                       | Subaru Impreza STi        | PAL     | ESP    | ESP     | CER 2   | AND     | AND   |         |         | 17º  | 30   |
| 2013 | Baporo Motorsport     | Subaru Impreza STi        | CER Ret | LOR    | URG Ret | BIE     | SER     | BIE   |         |         | -    | 0    |